# Posio
Posio es un municipio de Finlandia.
Se localiza en la provincia de Laponia finlandesa. 
El municipio posee una población de 3,586 habitantes(30 de junio de 2015) y cubre un área de 3,544.95 kilómetros cuadrados de los cuales 506.14 km² son agua. La densidad de población es de 1.18 habitantes
por km². Los municipios vecinos son Rovaniemi, Kemijärvi, Ranua, Salla, Kuusamo, Taivalkoski y Pudasjärvi.
El municipio es monolingüe y su idioma oficial es el finés.
La Ruta europea E63 pasa a través de las partes orientales del norte del municipio.
El Cañón de Korouoma y la reserva natural se encuentran en Posio.